# Kanagawa, Yokohama

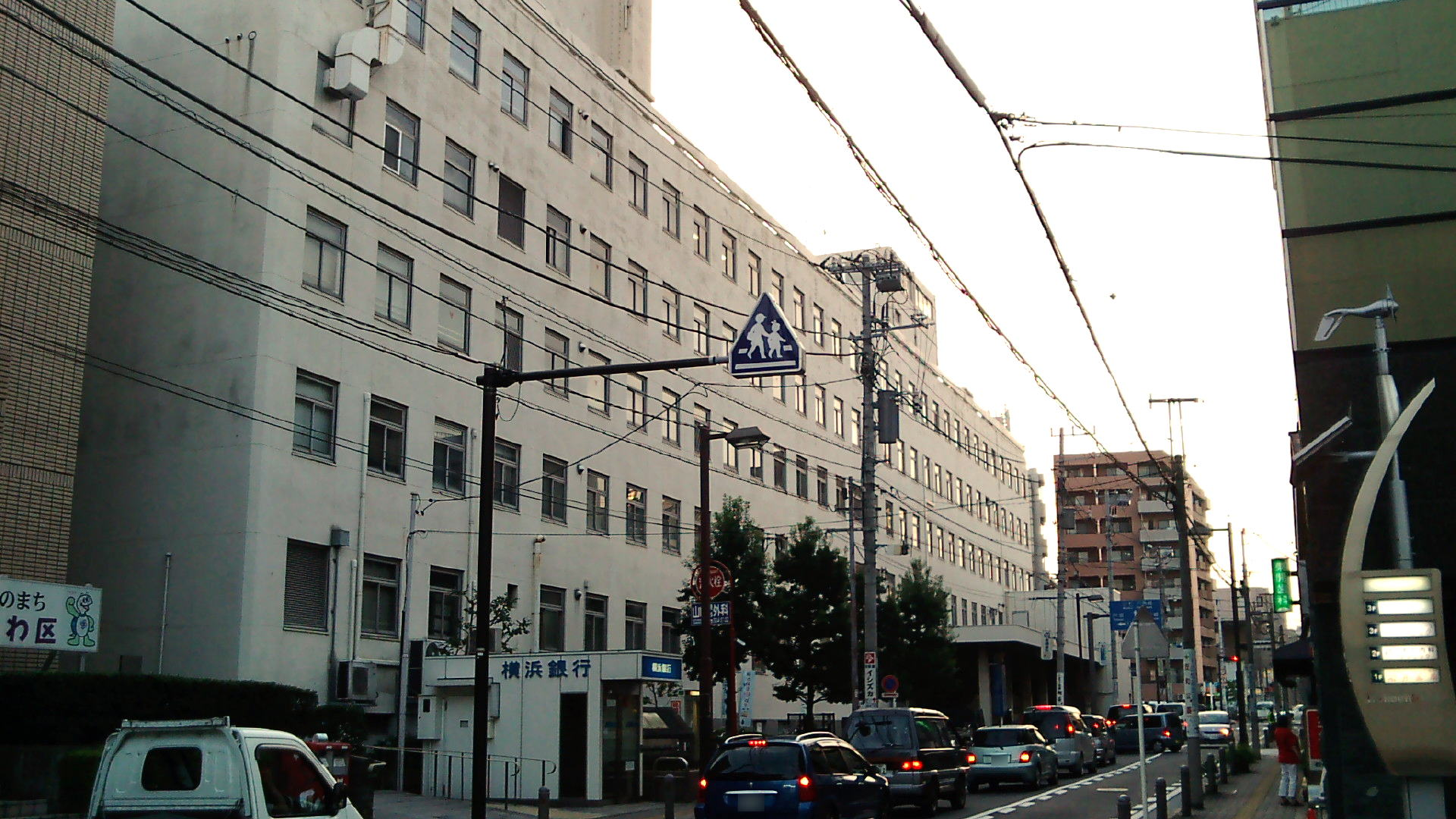
Văn phòng quận Kanagawa

Kanagawa-ku, Yokohama (神奈川区 (Thần Nại Xuyên khu)) là một khu thuộc thành phố Yokohama, tỉnh Kanagawa, Nhật Bản. Quận có diện tích 23,88  km², dân số thời điểm năm 2010 là 230.401 người, mật độ dân số là 9650 người/ km².

## Địa lý
Kanagawa nằm ở phía đông tỉnh Kanagawa, phía đông bắc trung tâm địa lý của thành phố Yokohama. 

### Quận giáp ranh
- Quận Tsurumi
- Quận Nishi
- Quận Kōhoku
- Quận Midori
- Quận Hodogaya